# Malaty
Malaty (lit. Molėtai) – miasto na Litwie położone ok. 60 km na północ od Wilna, 30 km od Uciany. Liczba mieszkańców w 2011 wynosiła 6434. Spośród nich ok. 2% to Polacy.
Miasto jest jedną z najstarszych osad na Litwie. Malaty są wzmiankowane już w dokumentach z końca XIV w. wśród osad będących uposażeniem biskupa wileńskiego.
Obecnie miasto jest popularnym miejscem wypoczynku wilnian. Przyczyną jest atrakcyjne położenie wśród lasów i licznych jezior. W Malatach znajduje się także jedyne na Litwie obserwatorium astrofizyczne.
W 1387 roku król Władysław II Jagiełło nadał wieś Malaty na uposażenie biskupstwu wileńskiemu. Miasto Malaty położone było w końcu XVIII wieku w powiecie wiłkomierskim województwa wileńskiego.

## Miasta partnerskie
- Ludza  Łotwa
- Maków  Polska